# Volles Risiko
Volles Risiko (Originaltitel: Riding the Rap) ist ein Thriller-Roman des US-amerikanischen Schriftstellers Elmore Leonard, der erstmals 1995 bei Delacorte Press, New York, veröffentlicht wurde und in deutscher Übersetzung durch Jörg Ingwersen 1996 im Wilhelm Goldmann Verlag, München, erschien.

## Handlung
Die Geschichte spielt in Florida Mitte der 1990er Jahre. Der US-Marshal Raylan Givens aus Miami wird von seiner Freundin Joyce, einer ehemaligen Oben-ohne-Gogo-Tänzerin, gebeten, deren spurlos verschwundenen Ex-Freund Harry Arno wiederzufinden.
Denn der wesentlich ältere Harry Arno, ein ehemaliger jüdischer Buchmacher der Mafia, dem die Staatsanwaltschaft inzwischen ein Berufsverbot erteilt hatte, wollte wohl seine letzten säumigen Schuldner auffordern, das ihm gehörende Geld zurückzuzahlen. Dazu hatte er sich des nicht gerade zimperlichen Puertoricaners Bobby Deogracias bedient, der aufgrund eines begangenen Totschlags und anschließender Gefängnishaft nicht mehr als Kopfgeldjäger arbeiten darf.
Einer dieser Schuldner ist Warren „Chip“ Ganz III. in Manalapan, Palm Beach County. Dieser Müßiggänger betrieb etliche Jahre den Beruf „Sohn“ und brachte dank seiner Drogen und Spielsucht langsam das Vermögen seiner inzwischen dement in einem Altersheim lebenden Mutter durch.
Als Bobby Chip Ganz auf seinem heruntergekommenen, aber dennoch millionenschweren Anwesen aufsucht, erlebt er eine Überraschung: Eiskalt schlägt ihm dieser einen merkwürdigen Handel vor. Gedeckt von dem von den Bahamas stammenden Louis Lewis, den Deogracias zufälligerweise aus der gemeinsamen Zeit im Gefängnis in Starke kennt, berichtet er von seinem Plan. Anders als bei einer normalen Entführung, bei der sich stets das Risiko der Lösegeldübergabe ergebe und die meist eingeschaltete Polizei das Ganze noch erschwere, würde man völlig unbeliebte reiche Persönlichkeiten entführen, die ohnehin lieber die Öffentlichkeit scheuen müssten. Kaum jemand würde sie vermissen. Nach einer gewissen Zeit der völligen Isolation, in der man sie über die Motive der Entführer im Unklaren lassen würde, könne man ihnen eine Lösung anbieten: die Zahlung einer nicht unbeträchtlichen Summe, um am Leben bleiben zu dürfen und in Freiheit zu gelangen. Als erstes Opfer habe man sich Harry Arno ausgeschaut. Bobby Deogracias geht auf den Plan ein.
Mit Hilfe des Mediums „Reverend“ Dawn Navarro, die neben ihrer guten Beobachtungsgabe doch tatsächlich hellseherische Fähigkeiten zu haben scheint, locken die Verschwörer den neugierigen Buchmacher in eine Falle, um ihn leichter entführen zu können. Außerdem erhoffen sie – dank der Hypnose-Fähigkeiten der jungen Frau – so leichter an seine Schweizer Bankdaten zu gelangen. Das Schicksal scheint ihnen in die Hände zu spielen, als sich dabei herausstellt, dass es zwar eine Schweizer Bank ist, diese sich aber auf den Bahamas befindet. Somit glaubt sich Lewis Louis durch seine Beziehungen auf den Inseln im Vorteil und schmiedet bereits einen Plan, wie er sowohl Deogracias als auch Ganz hintergehen kann.
Dies ist jedoch nur eine Ursache für das sich abzeichnende Zerwürfnis zwischen den Entführern, zumal sie nach den anfänglichen Erfolgserlebnissen immer leichtsinniger und stümperhafter vorgehen. So bringen sie in Ermangelung eines abgeschiedenen Verstecks Harry Arno tatsächlich in der zwar relativ entlegenen und zugewachsenen Villa Chips unter, verlieren aber völlig aus den Augen, dass eine der beiden entscheidenden letzten Spuren – sprich der säumige Schuldner – klar hierhin zeigt. Auch vernachlässigen sie ihre Sicherheitsvorkehrungen, indem Harry leichtsinnigerweise erlaubt wird, seine Entführer zu sehen, und Bobby Deogracias, anstatt einzukaufen, gleich lieber einen Laden überfällt.
Außerdem versäumen sie es, Dawn Navarro für ihren Lockvogeldienst zu entlohnen, was sie bei der Befragung durch den mit Leichtigkeit auf ihre Spur gelangten Raylan Givens umso empfänglicher dafür macht, zwischen den Zeilen versteckte Andeutungen zu machen. Darüber hinaus fühlen sich Dawn und Raylan auffallend voneinander angezogen. Während sie bei der ersten Berührung bemerkt, dass er ein Mann ist, der bereits einen anderen Bewaffneten in vollem Bewusstsein um die darin enthaltenen Gefahren erschossen hat, steht dies in auffälligem Kontrast zur diesbezüglichen Ablehnung, die Joyce gegenüber Gewalttaten hat.
Allmählich werden Louis und Deogracias ungeduldig und gehen bereits den zweiten Schritt, bevor der erste vollendet wird. Sie entführen auf einem Golfplatz den betrügerischen Investmentbanker Ben King. Als dieser sich im Haus widersetzt, erschießt ihn Bobby, um seine Macht zu demonstrieren. Dies verschreckt einerseits Arno, der zumindest Ohrenzeuge des Geschehens wurde und die Tatspuren beseitigen muss, und offenbart andererseits Chip und Louis, dass Bobby inzwischen zum Risiko für beider Leben geworden ist.
Nachdem Raylan bei seinen Nachforschungen seine Verdachtsmomente erhärtet sieht, möchte Deogracias ihn provozieren, aber Raylan lässt ihn stoisch abblitzen. Der nun seinerseits aufgrund des Gesichtsverlusts auf Rache sinnende Puerto Ricaner möchte unbedingt den westernähnlichen Showdown wie in 12 Uhr Mittags mit Louis proben, da ihn Raylan wegen seiner stoischen Ruhe, dem Stetson und den Cowboystiefeln an eine Figur des Wilden Westens erinnert. Louis folgt nach dem klärenden Gespräch mit Chip einem Impuls und erschießt ihn überraschenderweise, da beider Waffen scharf geladen sind. Doch auch hier verhalten sich die beiden überlebenden Verbrecher tölpelhaft. Anstatt Deogracias um seine Geldvorräte zu erleichtern, damit sie Dawn endlich ausbezahlen könnten, versenken sie die Leiche voreilig in dem völlig verschlammten Swimmingpool der Villa und beschweren sie mit einem schweren Gartentisch.
Währenddessen hat Raylan nur ein einziges Problem: Er weiß, wo Arno versteckt gehalten wird, kann sich aber aufgrund der chaotischen Vorgehensweise der Verbrecher keinen rechten Reim darauf machen, um offiziell bei den Behörden vorstellig zu werden. Damit er seinerseits auf dem Boden des Gesetzes bleiben würde, benötigt er eindeutige Beweismittel, die zu einer Hausdurchsuchung und somit zur Befreiung führen würden. Also stellt er seinerseits Chip Ganz eine Falle, da dieser regelmäßig auf Kuschelpartys geht, um junge Ausreißerinnen abzuschleppen und deren Eltern „Informationen“ zu verkaufen. Sein Ziel ist es, Chip so weit unter Druck zu setzen, dass er ihn gewissermaßen freiwillig ins Haus lässt.
Gerade als Louis Arno mittels eines Boots auf die Bahamas schaffen will, wird er von Raylan überrascht. Als sich beide schussbereit gegenüberstehen, wird Louis von Arno mit Raylans Schrotflinte aus dem ersten Stock der Villa heraus erschossen, die dieser bei der Befreiung Arnos vergessen hatte.
Während Joyce ungeachtet ihrer Ressentiments gegenüber Gewalttaten nun in die Arme des reichen Arno zurückflüchtet, scheinen sich Raylan und Dawn, die ihm deutliche Avancen macht, endlich näher zu kommen, obwohl er Bedenken hat. Doch sie kontert: „Was ist so schlecht daran, hin und wieder eine Dummheit zu begehen? Eine gute Frage“. Mit diesem offenen, aber zweideutig, eindeutigen Ende findet die Geschichte ihr Ende.

## Hintergrund

### Handlungsort
Im Gegensatz zu seinem Welterfolg Schnappt Shorty, der in Kalifornien spielt, findet die Handlung von Volles Risiko in Florida statt, in dem etliche Romane Leonards, allen voran der ebenfalls recht berühmte Cat Chaser (1982) (Florida-Fieber), 1989 verfilmt von Abel Ferrara mit Paul Weller und Kelly McGillis als Hexenkessel Miami, ebenfalls spielen. Die häufigen Westernanalogien liegen bei Leonard nahe, da er in den 1950er und 1960er Jahren mehrere Drehbuchvorlagen für Western beisteuerte. Die bekanntesten dürften Hombre, der mit dem deutschen Filmtitel Man nannte ihn Hombre benannt wurde, und Valdez sein.

### Erzählperspektive
Die Erzählperspektive ist wie bei den meisten seiner Romane polyperspektivisch und zeitlich nicht linear. Stattdessen wird der Handlungsfaden von den verschiedenen Personen, deren Perspektive stets in der dritten Person wiedergegeben wird, in logischer Form aufgegriffen, um den Spannungsbogen zu erhöhen. Auffallend ist dabei, dass Joyce lediglich zweimal passiv und recht kurz abgehandelt wird.

### Figuren
Regelrecht sympathisch ist keine der Figuren, da Raylan als klassischer Antiheld einen latenten Hang zur Gewalt hat, obwohl er mit seiner verbrecherischen Umwelt stets ein lakonisches Resozialisationsexperiment abzuhalten scheint („Daß ihr dumm seid, heißt nicht, daß ihr sterben müsst.“) Dawn versucht sich unparteiisch genau zwischen „Gut und Böse“ zu halten, während Joyce letztlich nur nach Sicherheit strebt. Die Verbrecher sowie ihre Opfer werden lediglich allein von ihrer Habgier getrieben. Die Figuren des Raylan Givens und Harry Arno gehören zu den wenigen, die Leonard ein zweites Mal als Protagonisten aufgegriffen hat, nämlich zuvor in Jede Wette (Pronto, 1993). Raylan Given tauchte mit seinem blauen Anzug, Cowboyhut und -Stiefeln auch noch in der Kurzgeschichte Fire in the Hole auf und diente darüber hinaus als Vorbild für die TV-Serie Justified sowie Leonards spätere Figur des Carl Webster in The Hot Kid (2005). Selbst Dawn Navarro findet man später in seinem Roman Road Dogs erneut, da er das Rätsel um ihre Fähigkeiten zuvor nicht hinreichend behandelt fand: “I was never sure if Dawn was actually psychic – but she was psychic enough to say, when she was talking on the phone to somebody, ‘Why don’t you put the light on? I can’t see you.’ So I wonder, is she faking? And I’m not sure.”

### Sonstiges
Der Wilhelm Goldmann Verlag nutzte für die Umschlaggestaltung ausgerechnet eine kolorierte Schwarzweißfotografie der blonden Sirene Hollywoods, Veronica Lake, obwohl Dawn eher als dunkelhaariger Hippietyp mit dem Gesicht der jungen Marianne Faithfull beschrieben wird und auch die anderen Frauengestalten dazu nicht passen. Die beauftragte Firma für die Umschlaggestaltung, Design Team München, nutzte zwar ein Bild aus dem Archiv für Kunst und Geschichte, Berlin, befand es offenbar für nicht notwendig die dargestellte Person für alle Leser zu benennen.

## Ausgaben
- Elmore Leonard: Volles Risiko. Wilhelm Goldmann Verlag, München 1996, ISBN 3-442-43480-7, 287 S.

## Rezension
Publishers Weekly reklamierte, dass das Zusammenführen von Handlungsfäden destruktiver, simpler Gestalten bei Leonard im vorliegenden Buch fast wie im Autopilot geschrieben erscheine, aber selbst ein mittelmäßiger Leonard-Roman würde aus der Masse positiv herausstechen.

## Rezeption

### Verfilmung
- TV-Serie Justified, 2009